# Třeboňsko - střed
Třeboňsko - střed este o arie protejată (arie specială de conservare — SAC, sit de importanță comunitară — SCI) din Republica Cehă întinsă pe o suprafață de 4.027,67 ha, integral pe uscat.

## Localizare
Centrul sitului Třeboňsko - střed este situat la coordonatele 48°55′14″N 14°53′59″E / 48.920556°N 14.899722°E.

## Înființare
Situl Třeboňsko - střed a fost declarat sit de importanță comunitară în aprilie 2005 pentru a proteja 1 specie de plante și 8 specii de animale. Situl a fost protejat și ca arie specială de conservare în iulie 2012.

## Biodiversitate
Situată în ecoregiunea continentală, aria protejată conține 7 habitate naturale: Depresiuni pe substraturi de turbă de Rhynchosporion, Lacuri și iazuri distrofice naturale, Vegetație psamofilă uscată cu pășuni deschise de Corynephorus și Agrostis, Mlaștini turboase de tranziție și turbării mișcătoare, Păduri mixte riverane de Quercus robur, Ulmus laevis și Ulmus minor, Fraxinus excelsior sau Fraxinus angustifolia, de-a lungul marilor râuri (Ulmenion minoris), Păduri acidofile de stejar bătrân cu Quercus robur pe câmpii nisipoase, Păduri aluvionare cu Alnus glutinosa și Fraxinus excelsior (Alno-Padion, Alnion incanae, Salicion albae).
La baza desemnării sitului se află mai multe specii protejate:
- plante (1): Hamatocaulis vernicosus
- amfibieni (1): buhai de baltă cu burta roșie (Bombina bombina)
- mamifere (1): vidră de râu (Lutra lutra)
- nevertebrate (4): croitorul mare al stejarului (Cerambyx cerdo), Graphoderus bilineatus, Ophiogomphus cecilia, Osmoderma eremita
- pești (2): zvârluga (Cobitis taenia), țipar (Misgurnus fossilis)